# Gerectificeerde Schotse Ritus
De Gerectificeerde Schotse Ritus (G.S.R.) (in het Frans RER, Rite Écossais Rectifié), ook wel onterecht gereduceerd tot Schotse Ritus, is een christelijk geïnspireerde vrijmetselaarsritus die vooral in de hogere gradenvrijmetselarij, maar niet uitsluitend daar, wordt gebruikt.

## Wezen
De ritus hanteert voornamelijk een christelijke symboliek.
De belangrijkste kleur binnen dit gradenstelsel is groen.

## Benaming
Ondanks zijn naam heeft de ritus niets met Schotland te maken. René Pieyns stelt onomwonden in zijn boek 'Encyclopedie van de blauwe vrijmetselarij' dat: "De benaming als 'Schots' van deze en andere ritussen berust op een mystificatie door Michael Ramsay, van Schotse origine, die in 1737 een bekend Discours hield waarin hij de VM een Schotse en tempeliersoorsprong toedichtte - die echter nergens op steunt.  Sindsdien hebben tal van maçonnieke structuren en graden zich 'Schots' genoemd."

## Geschiedenis
De G.S.R. is ontstaan in het Franse Lyon in 1778. De ritus werd uitgewerkt door de Fransman Jean-Baptiste Willermoz. Deze behoorde tot de Franse tak van de Stricte Observantie van het Convent der Galliërs en integreerde deze met elementen uit de Orde der Uitverkorenen Cohen (Martines de Pasqually) en tempelierssymboliek. Hij werd gecodificeerd in 1788 te Wilhelmsbad in Beieren.

## Structuur
De Schotse Ritus telt 8 graden, die zijn opgedeeld in 4 kapittels.  Dit zijn
- het Kapittel van de graden van de blauwe vrijmetselarij die de eerste drie graden telt en beoefend worden in symbolische (graden)loges,
- het Kapittel van de graden van de groene vrijmetselarij die de vierde graad telt en beoefend worden in een ...,
- het Kapittel van ... die de vijfde tot en met de zesde graad telt en beoefend wordt in een convent,
- en het Kapittel van ... die de zevende tot en met de achtste graad telt en beoefend wordt in een convent.

De eerste drie — symbolische — graden worden in regel verleend binnen de wereld van de loges en obediënties die exclusief met deze graden werken.  Dit kan gebeuren volgens het ritueel van de G.S.R., maar ook volgens het ritueel van een andere ritus.  
De vijf hogere graden worden verleend door één ...  met onderafdelingen die optreedt als hogere gradenobediëntie.

## Graden

### Kapittel van de graden van de blauwe vrijmetselarij

#### 1e klasse - Symbolische graden (symbolische loges)
- 1. Leerling
- 2. Gezel
- 3. Meester

### Kapittel van de graden van de groene vrijmetselarij

#### 2e klasse
- 4. Schots Meester van Sint Andreas

### Kapittel

#### 3e klasse - Interne orde
- 5. Schildknaap novice
- 6. Weldadige Ridder van de Heilige Stad

### Kapittel

#### 4e klasse - Metropolitaan college
- 7. Geprofesseerde
- 8. Hoog geprofesseerde